# Sant Julià d'Arrós
 Sant Julià d'Arròs és l'església parroquial del poble d'Arrós de Cardós, en el terme municipal d'Esterri de Cardós, a la comarca del Pallars Sobirà.
Històricament en depenia l'església de Santa Maria de Ginestarre, que després fou traspassada a Sant Pau i Sant Pere d'Esterri de Cardós. L'església és documentada diverses vegades al llarg de l'edat mitjana i de la moderna. Tanmateix, el temple actual data del segle xviii.
Església d'una sola nau amb capelles laterals i capçalera rectangular al nord. Adossat a la façana de migdia, en la qual s'obren la porta de mig punt i un òcul, es troba el campanar. L'aparell és irregular, amb façana, torre i part superior dels murs laterals arrebossats.